# Alberto Rosende
Alberto Rosende (14 de febrero de 1993) es un actor estadounidense, mayormente reconocido por interpretar al personaje de Simon Lewis en la serie de televisión Shadowhunters.

## Biografía

### Primeros años
Rosende nació y se crio en el sur de la Florida, hijo de Martha Cristina Ferrucho y Alberto Carlos Rosende. Tiene un hermano menor, Diego. Es de ascendencia colombiana y cubana. Rosende asistió a Fort Lauderdale Children's Theatre, donde apareció en múltiples producciones, incluyendo su interpretación como Link Larkin en Hairspray. Fue educado en St. Thomas Aquinas High School en Fort Lauderdale, donde fue miembro del club de teatro, retratando Danny Zuko en Grease, Emile De Becque en South Pacific y Dr. Lyman Sanderson en Harvey. En 2015, Rosende se graduó de la Universidad de Nueva York con una Licenciatura en Bellas Artes.

### Carrera
El primer crédito profesional de Rosende fue como bailarín swing en el cortometraje The Swing of Things (2013). En 2015, apareció en la quinta temporada de Blue Bloods, en el episodio Sins of the Father, como Carlos Santiago. Ese mismo año, hizo una participación especial en un episodio de Law & Order: Special Victims Unit como Jordan Messina. El 2 de mayo de ese año, se anunció que Rosende interpretaría a Simon Lewis en la serie Shadowhunters, basada en la serie literaria Cazadores de sombras de Cassandra Clare, que estrenó el 12 de enero de 2016.

## Filmografía
| Año           | Título                            | Rol               | Notas                          |
| ------------- | --------------------------------- | ----------------- | ------------------------------ |
| 2013          | The Swing of Things               | Bailarín de Swing | Cortometraje                   |
| 2015          | Blue Bloods                       | Carlos Santiago   | Episodio: "Sins of the Father" |
| 2015          | Law & Order: Special Victims Unit | Jordan Messina    | Episodio: "Catfishing Teacher" |
| 2016–2019     | Shadowhunters                     | Simon Lewis       | Elenco Principal               |
| 2019-presente | Chicago Fire                      | Blake Gallo       | Elenco Principal               |
| 2019-presente | Chicago P.D.                      | Blake Gallo       | Elenco Recurrente              |
| 2019-presente | Chicago Med                       | Blake Gallo       | Elenco Recurrente              |